# ドーソンズ・クリーク
『ドーソンズ・クリーク』（英語表記: Dawson's Creek）は、ワーナーブラザーズテレビによって1998年の1月から2003年5月までアメリカで放送された青春テレビドラマ。全6シーズン。

## 概要
アメリカの東部に位置する架空の田舎町・ケープサイドを舞台に、スティーヴン・スピルバーグに憧れる映画監督志望の主人公ドーソン・リアリーや彼に秘めた想いを持つ幼なじみのジョーイ・ポッター、やんちゃな性格の親友ペイシー・ウィッター、ニューヨークからドーソンの家の隣に引っ越してきたジェン・リンドリーの4人を中心に、恋愛や友情を通して様々な人間模様を描く。第4シーズンまでは高校生編、第5シーズン以降は大学生編、第6シーズン終盤ではキャラクターたちは社会人となっている。
本作が放送開始された1998年当時、現在でこそ数多く制作されているティーンエイジャーの恋愛や学園生活にスポットを当てたドラマは『ビバリーヒルズ青春白書』、短命に終わった『アンジェラ 15歳の日々』くらいと数が少なく、また『ビバリーヒルズ』も社会人編に突入してしまったため、本作の登場は全米のティーンエイジャーたちに歓迎された。地味な田舎町を舞台とし、華やかな世界を描いていた『ビバリーヒルズ』とは正反対の等身大な作風であったが視聴率争いで圧勝、系譜を受け継ぎながらも結果的に10年続いた『ビバリーヒルズ』をシリーズ終了に追い込んだ。さらにその系譜は、翌年始まった『フェリシティの青春』や『ギルモア・ガールズ』、『One Tree Hill』『The O.C.』『ゴシップガール』などのヒット作品につながり、本国では今日の青春ドラマにインスピレーションを与えた作品と位置づけられている。
第1シーズンは13話のみであったが、放映直後から全米のティーンエイジャーを中心に圧倒的な支持を得て、第1シーズン最終話はＷＢネットワーク開局以来最高（当時）の視聴率を記録。全米ティーンの50%が視聴したという。1999年まで放送された第2シーズンは22話となり、その後3・4・5シーズンとそれぞれ23話、最終の第6シーズンは全24話で制作された。
テレビシリーズ自体は2003年5月で終了したが、その年の4月からDVDが第1シーズンから発売され、2006年に全シーズンがDVD化された。また本国では動画サービスHuluにて配信されており鑑賞は容易であるが、日本ではWOWOWなどで全シーズン放送されるもDVD化は第1シーズンのみに留まっており、動画サービスでも配信されていない。
作中において、キャラクターたちが性について赤裸々に表現したり比喩を多用するなど、ウィットに富んだ会話に特徴がある。また音楽の選曲に定評があり、オープニング曲にはポーラ・コールの「I Don't Want to Wait」が使われた。シーズン中に使用される音楽も、チャンバワンバやサベージガーデン、ケミカル・ブラザーズやロビー・ウィリアムズなど大物アーティストの楽曲が使われていた。サウンドトラックは日本でも2枚発売済みである。
ジョーイ役のケイティ・ホームズとジェン役のミシェル・ウィリアムズは本作をきっかけにブレイクし、後に映画界に進出する大きな足がかりとなった。またマイケル・ピットやチャド・マイケル・マーレイ、ジェンセン・アクレスなど、ゲスト・スターが本作出演後に別の作品でレギュラーを得たりブレイクすることが多く、ネクストブレイク・スターの宝庫としても知られる。

## 登場人物
ドーソン・リアリー
演 - ジェームズ・ヴァン・ダー・ビーク、日本語吹替 - 川島得愛
本作の主人公で、番組開始当初は15歳の高校2年生。映画監督になる夢を持ち、部屋中に作品のポスターを貼るほどスピルバーグ監督の大ファン。息子の前でもやや過剰に愛を伝え合う両親のもとに生まれ、主要キャラクターの中で唯一健全な家庭に育ったせいか理想主義者である。一方で夢をかなえるために自主映画の制作に励むなど、行動派の一面も持つ。幼なじみのジョーイとは高校生になっても同じベッドで眠るほど気心の知れた仲で、性別を超えた親友であったが、ドーソンがジェンに一目惚れしたことをきっかけに複雑な関係になる。ジェンとの交際で現実と理想のギャップに直面したり、母親の不倫が発覚して家庭不和に陥ったり、完璧な少年時代から少しずつ現実に直面していく。第4シーズンでは関係を修復した両親のもとに妹が生まれ、年の離れた兄となった。高校卒業後は映画学校に進み、遂に映画監督としての一歩を歩みだす。
ジョーイ・ポッター
演 - ケイティ・ホームズ、日本語吹替 - 宮島依里
ドーソンの幼なじみで本作のヒロイン。小川の下流に住んでおり、ドーソンの家にはいつもボートを漕ぎ、梯子をのぼって窓から勝手に上り込んでいる。母親を癌で亡くし、父親は麻薬取引の罪で服役中、同居する姉は未婚のまま黒人の恋人との間に子供が生まれるなど複雑な家庭環境に育ったため、現実的で非常にシニカルな性格である。ドーソンの素直さを長所と受け止めているものの、理想を追いがちな言動にはイライラさせられることも多い。成績優秀で、現状から抜け出すために大学進学を目標としており、また美術のセンスも持ち合わせている。シリーズ第1話ではドーソンに対して異性を意識するのを避けているが、ジェンの登場によりドーソンに対する感情を自覚。シリーズ中盤でペイシーとも友情を重ね真剣な恋愛関係となるが、特別な存在であるドーソンとペイシーの間で揺れ動くことになる。実は、全128話に出演しているただ一人の登場人物である。
ペイシー・ウィッター
演 - ジョシュア・ジャクソン、日本語吹替 - 竹若拓磨
一緒にバイトしたり映画製作にも協力しているドーソンの親友。ドーソンよりやんちゃな性格だが性に対する興味は強く、女性にも積極的。ドーソンを通じてジョーイとも子供の頃から付き合いは長いが、会えばお互い憎まれ口を叩く犬猿の仲である。警察官の父と兄がおり、家族からは出来損ないとして冷たく扱われている。そのためか他人のSOSや繊細な一面には敏感で、自然に支えようとする優しさを持つ。第1シーズンで赴任してきた女性教師タマラとの初体験やジョーイへの一瞬の片思いを経て、アンディと真剣な交際をするが、彼女の浮気で破局。第3シーズン以降、ドーソンに頼まれてジョーイを見守るうち、彼女と多くの時間を過ごすようになり恋愛に発展するが、自身も認識していたドーソンとジョーイの絆に苦しむことになる。高校卒業後は進学せず、船旅や料理人など様々な経験を重ねていく。
ジェン・リンドリー
演 - ミシェル・ウィリアムズ、日本語吹替 - 高橋理恵子
ドーソンの家の隣に住む老夫婦の孫娘。シリーズ第1話でニューヨークからケープサイドに引っ越してきた。ドーソンとは面識があり、ペイシーやジョーイともすぐに知り合う。都会出身らしい洗練された容姿ゆえに目立つが、思ったことをズバッと言うなど毒気のある台詞が多く、敬虔なクリスチャンである祖母とは衝突が絶えない。転校当初はまさにドーソンの理想の女の子を体現していたが、実は恋人とベッドにいるところを父親に見つかり、家を追いやられた経緯がある。根はいたって普通の女の子。ジョーイには友達になりたいことを幾度となく態度で示すが、ドーソンと交際したため逆に敵意を向けられてしまう。ケープサイドに対してもよそ者感が拭えず、一時期不良に戻りかけるが、ジャックとの友情や祖母の愛情を支えに立ち直っていく。なお、彼女の登場と結末が、シリーズ全体の起承転結における「起」と「結」につながる役割を果たしている。
アンディ・マクフィー
演 - メレディス・モンロー、日本語吹替 - 入絵加奈子
第2シーズンから第4シーズン途中まで登場するドーソンたちの同級生で、ジャックの妹。ドーソンたちより物事を皮肉に受け取らない明るい性格。一見裕福なお嬢様だが、最愛の長兄の死に深い傷を抱えており、徐々に精神の不安定さを露呈する。ペイシーとはお互いに心の内をさらけ出し、支え合える信頼関係を築く。一方で兄の幻影を見たり恐怖から立てこもるなど、ペイシーや兄のジャックにも対処しきれないほどの心身状態に陥り、ケアセンターへ入院。そこで出会った患者の青年と一夜の過ちを犯し、ペイシーに知られ破局する。自身の問題や進学を考え第4シーズンの途中で町を去った。破局後もペイシーとは友人として仲が良い。最終回では登場したが、放送の際には全てカットされた。ただし、DVDでは出番がある。
ジャック・マクフィー
演 - カー・スミス、日本語吹替 - 丹宗立峰
第2シーズンから登場するドーソンたちの同級生。共通点が多かったジョーイと一時期付き合うが、実はゲイであることに気づき、田舎にはびこる偏見や古い価値観を持つ父親との関係、自身のセクシャリティに葛藤する。アンディとの兄妹仲は良好。同じ“はずれ者”であることからジェンと親友関係になり、第5シーズンでは同じ大学に進学。ジェンとジェンの祖母と共にボストンへ移り住む。ドーソンとはジョーイを巡って一時期対立していたが、ゲイだと自覚した後はドーソンともジョーイとも普通の友人関係を保っている。演じたカー・スミスによれば、当初はジョーイと恋愛をする役とは聞かされたがゲイの役だとは知らされておらず、突然変更を知らされたという。
トレイ
演 - 、日本語吹替 - 片桐健太
アビー・モーガン
演 - モニカ・キーナ、日本語吹替 - 魏涼子
第1シーズンと第2シーズンに数回登場する。退屈を嫌い、周りの平和を引っ掻き回すことを楽しむ悪女キャラで、ドーソンたちにも嫌われている。ジェンがドーソンたちから孤立した時期、悪友として行動を共にする。ある日ジェンと一緒に飲酒をし悪ふざけをしているうち、川に落ちて溺死してしまう。
タマラ・ジェイコブス
演 - リアン・ハンリー、日本語吹替 - 山崎美貴
第1シーズンと第2シーズンで登場するドーソンたちが通う高校の女性教師。とびきりセクシーでペイシーを虜にする。最初はその反応を楽しみつつもあくまで教師として振る舞っていたが、ペイシーにまっすぐな想いをぶつけられ、ついに関係を持ってしまう。ペイシーの不注意で町じゅうのうわさになり窮地に立たされる。ペイシーの機転で切り抜けた後町を去ったが、第2シーズンでアンディと仲を深めつつあったペイシーの前に突然現れる。
CJ
演 - ジェンセン・アクレス、日本語吹替 - 堀川仁
最終シーズンにて、ジェンの恋人として登場。社会人となった数年後の最終回では登場せず、ジェンの子供の父親なのかははっきりしなかった。
デヴィッド・ワイルダー教授
演 - ケン・マリーノ、日本語吹替 - 根本泰彦
オードリー
演 - ビジー・フィリップス、日本語吹替 - 園崎未恵
大学生編となる第5シーズンから登場。ジョーイのルームメイトだが、最初は気が合わなかった。大学に行かなかったペイシーに仕事を紹介し、付き合うこととなる。最終回ではツアーに出ている設定でメンバーの元には集まらず、登場しなかった。

## スタッフ
- 監督： ケヴィン・ウィリアムソン

## サブタイトル

### 第1シーズン
- "The Scare"